# Lotus Europa S
El Lotus Europa S es un automóvil deportivo biplaza producido por el fabricante inglés Lotus entre 2006 y 2010. Fue diseñado para complementar al Elise y al Exige. El nombre proviene del Lotus Europa fabricado en los años 1960 y 1970.
Originalmente se planeó que este modelo fuese producido en la fábrica de Proton (empresa matriz de Lotus) en Malasia, lo que permitiría un menor precio de venta, pero finalmente la empresa optó por la fábrica de Lotus en Hethel, Norfolk, Reino Unido.
La venta del Europa S comenzó en septiembre de 2006. El modelo no se vendió en los Estados Unidos y Canadá, ya que el motor no cumplía los requisitos sobre emisiones en esos países.

## Diseño, mecánica y equipamiento
El Lotus Europa S pesa 1070 kg (2359 libras) e incorpora un motor de 2,0 litros con 200 CV (147 kilovatios). Utiliza un chasis monocasco de aluminio, y la carrocería está hecha de materiales compuestos. Posee frenos de disco con 288 mm (11,3 pulgadas) de diámetro (delanteros y traseros).
El Europa S tiene una mayor aceleración que el Elise y el Exige, con una mayor insonorización, y acceso más fácil al habitáculo debido a unos largueros laterales más bajos y al techo de mayor altura. También incluye lujos como el aire acondicionado, el sistema de sonido estéreo, interior en piel con inserciones de aluminio, cuatro altavoces y un navegador Blaupunkt.

## Europa SE

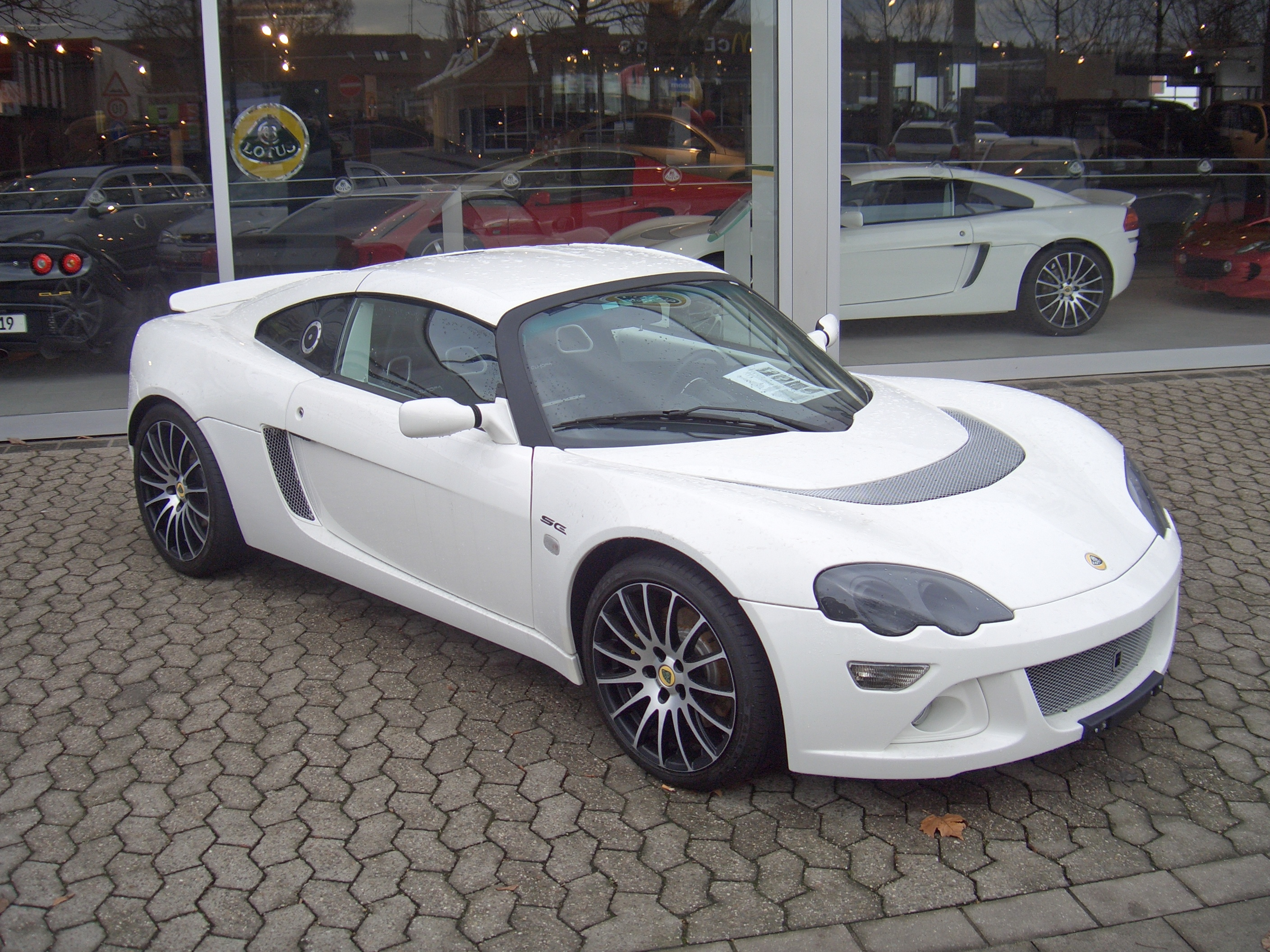
Lotus Europa SE

El Lotus Europa SE fue presentado en el Salón del Automóvil de Ginebra de 2008. Es una versión mejorada del Europa S. Su motor fue modificado para lograr más potencia de 225 CV (165 kilovatios) y 300 Nm.
Tiene unas llantas más ligeras de serie, con 17 pulgadas (43,2 cm), y opcionalmente se podían elegir unas de 18 pulgadas (45,7 cm). Los frenos son de AP Racing, con discos de mayor diámetro a 308 mm (12,1 pulgadas).

## Especificaciones
| Ficha técnica                               | Europa S                                                    | Europa SE                                                   |
| Cilindrada                                  | 1.998 cc                                                    | 1.998 cc                                                    |
| Alimentación                                | Inyección indirecta secuencial, turbocompresor, intercooler | Inyección indirecta secuencial, turbocompresor, intercooler |
| Distribución                                | 4 válvulas por cilindro, dos árboles de levas en la culata  | 4 válvulas por cilindro, dos árboles de levas en la culata  |
| Potencia máxima                             | 200 CV (147 kilovatios) a 5400 rpm                          | 225 CV (165 kilovatios) a 5700 rpm                          |
| Par máximo                                  | 272 Nm a 5000 rpm                                           | 300 Nm a 4000 rpm                                           |
| Aceleración 0-100 km/h (62 millas por hora) | 5,8 segundos                                                | 5,3 segundos                                                |
| Emisiones de CO2                            | 220 g (7,8 onzas)/km                                        | 229 g (8,1 onzas)/km                                        |